# De Beers
De Beers (Де Бірс) — найбільша у світі алмазодобувна компанія.

## Історія
Засновано у 1888 р. в Південній Африці.

## Характеристика
Володіє (і орендує) великою кількістю алмазних рудників в ПАР, має переважне право на алмазні родовища в Намібії і Замбії. Здійснює продаж 85 % світового виробництва алмазів. Через дочірні компанії бере участь у видобутку руд золота і міді, вугілля, виробництві вибухових речовин і хімікатів. Чистий прибуток у 1990-х роках — близько 530 млн доларів на рік. Працює у компанії близько 7 тис. чоловік.
Після глибокого спаду в торгівлі алмазами в 1998 р. De Beers шляхом організації глобальної рекламної кампанії змогла в 1999–2000 рр. створити ажіотажний попит на діаманти і сирі алмази. У 2000 р. корпорація досягла рекордного за всю свою історію продажу, який був на 8,2 % вище, ніж в 1999 р (5,67 млрд дол.) Чистий прибуток De Beers у 2000 р склав 1,3 млрд дол.
| Підприємства                                | Маса збагачуваної руди (тис. т) | Маса збагачуваної руди (тис. т) | Вага видобутих алмазів (карат) | Вага видобутих алмазів (карат) | Середній вміст алмазів (карат/100 т) | Середній вміст алмазів (карат/100 т) |
| Підприємства                                | 2000                            | 1999                            | 2000                           | 1999                           | 2000                                 | 1999                                 |
| ------------------------------------------- | ------------------------------- | ------------------------------- | ------------------------------ | ------------------------------ | ------------------------------------ | ------------------------------------ |
| ПАР (компанія De Beers Consolidated Mining) |                                 |                                 |                                |                                |                                      |                                      |
| Finsch mine                                 | 4204                            | 3650                            | 1925059                        | 1736656                        | 45,8                                 | 47,6                                 |
| Кімберлі                                    | 3508                            | 3311                            | 568639                         | 563290                         | 16,2                                 | 17,0                                 |
| Коффіфонтейн                                | 2199                            | 1761                            | 151498                         | 127414                         | 6,9                                  | 7,2                                  |
| Марсфонтейн                                 | 531                             | 429                             | 436191                         | 882412                         | 82,2                                 | 205,7                                |
| Копальні групи Намакваленд                  | 6141                            | 5835                            | 809928                         | 736483                         | 13,2                                 | 12,6                                 |
| Оакс                                        | 212                             | 186                             | 116048                         | 106721                         | 57,7                                 | 57,5                                 |
| Premier Mine                                | 2846                            | 2493                            | 1782420                        | 1574489                        | 62,6                                 | 63,2                                 |
| Venetia Mine                                | 3686                            | 3378                            | 4497756                        | 3738616                        | 122,0                                | 110,7                                |
| РАЗОМ                                       | 23327                           | 21043                           | 10287539                       | 9466071                        |                                      |                                      |
| Ботсвана (компанія Debswana)                |                                 |                                 |                                |                                |                                      |                                      |
| Orapa Mine                                  | 14682                           | 9546                            | 12171887                       | 9070410                        | 82,9                                 | 95,0                                 |
| Letlhakane mine                             | 3511                            | 3430                            | 958715                         | 877973                         | 27,3                                 | 25,6                                 |
| Jwaneng Mine                                | 9237                            | 9060                            | 11520253                       | 11399660                       | 124,7                                | 125,8                                |
| РАЗОМ                                       | 27430                           | 22036                           | 24650855                       | 21348043                       |                                      |                                      |
| Намібія (компанія Namdeb)                   |                                 |                                 |                                |                                |                                      |                                      |
| Алмазна площа №1                            | 23457                           | 24406                           | 652746                         | 716100                         | 2,8                                  | 2,9                                  |
| Субпідрядні площі на пляжах і мілководді    |                                 |                                 | 91092                          | 59366                          |                                      |                                      |
| Підводні розсипи Атлантик–1                 |                                 |                                 | 576470                         | 514310                         |                                      |                                      |
| РАЗОМ                                       | 23457                           | 24406                           | 1320308                        | 1289776                        |                                      |                                      |
| Танзанія                                    |                                 |                                 |                                |                                |                                      |                                      |
| Williamson Mine                             | 2958                            | 2269                            | 317478                         | 232388                         | 10,7                                 | 10,2                                 |
| ВСЬОГО                                      | 77172                           | 69754                           | 36576180                       | 32336278                       |                                      |                                      |

Прибуток De Beers від основної діяльності за першу половину 2003 р. становив $414 млн, збільшившись на 34 % в порівнянні з відповідним періодом минулого року. Продаж Diamond Trading Company (DTC) за цей же період становив $2290 млн, що на 2,75 % більше, ніж в першому півріччі 2002 р.

## De Beers Marine (DEBMAR)
Де Бірс Маріне, De Beers Marine (DEBMAR) — одна з основних компаній, яка спеціалізується на глибоководному видобутку алмазів. Основний районн діяльності — шельф Намібії та ПАР. У 1998 р. компанія DEBMAR мала флот з 8 суден. В цей же час застосовані високопродуктивні краулери нового покоління. Підводний видобуток компанії De Beers Marine в Намібії (тис. кар.): 1994 — 406,9; 1995 — 457,4; 1996 — 470,9; 1997 — 481,1; 1998 — 497,1; 1999 — 514,3; 2000 — 576,5.